# Atractodes cryptobius
Atractodes cryptobius là một loài tò vò trong họ Ichneumonidae.